# Marko Grubišić
Marko Grubišić (Sovići kraj Gruda, 1958.) magistar je ekonomije, politički zatvorenik u Jugoslaviji, jedan od osuđenih u Lašćinskom procesu i predsjednik Hrvatskog društva političkih zatvorenika. Brat je konzervativnog političara i nekadašnjeg zastupnika u Hrvatskom saboru Bore Grubišića. Marko Grubišić poznat je i po javnoj podršci koju je iskazao tadašnjem ministru kulture dr.sc. Zlatku Hasanbegoviću iz Vlade Tihomira Oreškovića.

## Životopis
Rođen je u Imotskom 1958., a šesteročlana obitelj mu se već sljedeće godine odselila iz Sovića, Bobanove Drage, u Slavonski Brod, gdje je završio osnovnu školu i gimnaziju. Upisao je Ekonomski fakultet u Zagrebu, gdje je, kako često ističe, zbog redovitoga pohađanja misa zadušnica za kardinala Alojzija Stepinca bio označen kao »nacionalist«, čak i »kleronacionalist«.
Povod za akciju SDS-a bila je zapravo izborna konferencija u studentskom domu. Studenti nisu htjeli prihvatiti kandidate za Samoupravljačku skupštinu koje je delegirao Savez komunista iz doma, nego su imali vlastite nekomunističke protukandidate. Vlasti su zbog toga samo čekale prigodu kad će im podmetnuti. Malo poslije te konferencije skupina budućih osumnjičenika bila je na rođendanu jedne kolegice 23./24. listopada 1982., gdje se kao i na mnogim drugim rođendanima pjevalo pjesme ‘Marjane, Marjane’, ‘Vilo Velebita’, vjersku pjesmu ‘Ima jedna duga cesta’ i ine. Vlasti su to iskoristili kao razlog za prikazivanje nacionalizma, premda pjesme nisu imale nacionalistička izokretanja teksta. Nitko na proslavi rođendana nije nacionalistički istupao.
Studentske izjave nisu uzimali u obzir. UDBA je proizvodila neprijatelje da bi opravdala svoje postojanje. Ondašnja očajna ekonomska situacija velikih nestašica osnovnih potrepština i buđenje hrvatskog nacionalnog zanosa na športskim terenima, zbog uspjeha zagrebačkih športskih klubova Dinama i Cibone, mogla je rezultirati širim nacionalnim nezadovoljstvom koje bi se moglo otrgnuti kontroli. Zbog toga je vlast kontrolirala situaciju režiranim slučajevima hrvatskog nacionalizma.
Dana 11. studenoga 1982. su ih uhitili. U 4.30 sati studentski su dom opkolili specijalci sa psima i 30 vozila, kao da love nekog ozbiljnog zločinca, a ne skupinu studenata. Uhitili su Grubišića i Sušca, obojicu iz Hercegovine. Grubišića su prvo zadržali 10 dana zbog prekršaja jer navodno nije bio prijavljen u domu. Za mjesec dana opet je priveden. Dana 16. prosinca iste godine odveli su ga, ali ovaj je put istraga je trajala dulje od četiri mjeseca.
Ispitanici su ispitivani represivnim mjerama izvan zakonskih ovlaštenja za vrijeme istraživanja u krivičnom postupku. Vezivani su za radijator posebnim lisicama (tzv. španjolkama, koje odmah reagiraju i urezuju se u zapešće) uz grube nasrtaje kojima su pokušavali iznuditi željene odgovore od osumnjičenika. Često su im prijetili ubojstvom. Prislanjali su im pištolj na sljepoočnicu, prijetili izbacivanjem kroz prozor s trećeg kata uz režiju osumnjičekova bijega. Na detektoru laži su metodom ispitivanja kreirali ispitaničke odgovore na izrežirana pitanja, poput povezanost s neprijateljskom emigracijom, postavljanjem bombe u Nami i slično. Osumnjičenicima su stalno "obećavali" robije od 15 do 20 godina. Istražitelji su pritiskali osumnjičenike izjavama da im odvjetnici Željko Olujić i Ivan Gabelica pripadaju ‘ustaškoj bandi’,  da su zatvoreni u istoj zgradi te im neće pomoći. Istražitelj je osumnjičenike držao na detektorima cijelo vrijeme, ne bi li "priznali" da su postavili bombu. Usred noći dolazio im je u ćeliju i tukao ih. Dolazio je i u ponoć na sam Božić u ćeliju istražnog zatvora u Petrinjskoj šikanirati osumnjičenike. Uz to su režimski mediji kreirali ‘slučaj Lašćina’, pa su kolporteri s Trga vikali izmišljotine da je osumnjičeni Marko Grubišić "pronađen", premda je pet godina živio na Lašćini.
Sve što je Grubišićev istražitelj mučitelj radio ovoj skupini osumnjičenika, poslije je radio i drugima, kao u političkim procesima Filipu Bagiću i Mirni Sunić.
Istražni je postupak trajao pet mjeseci. Nastavljen je presudom od četiri godine zatvora. Osumnjičenici su osuđeni bez dokaza. Samo zbog pjevanja hrvatskih domoljubnih pjesama dobili su drakonske kazne. Osuđeni su na četiri godine strogog zatvora u Lepoglavi. Apsurdnost presude je bila na svakom polju. Osudio ih je sud s adresom na Trgu Nikole Šubića Zrinskog, a Grubišić i Sušac su optuženi da su pjevali pjesma o tim istim Zrinskima i Frankopanima. Osuđenici su robijali u zatvoru u Lepoglavi s Josipom Bilušićem, Markom Dizdarom, Vladom Gotovcem, Tončijem Marinkovićem, Želimirom Meštrovićem, Dobroslavom Paragom, Markom Veselicom, Antom Znaorom. Tada su politički zatvorenici bili najgore tretirana skupina u zatvorima. Savezni sud iz Beograda poslije je osumnjičenicima smanjio kaznu, Grubišiću s četiri na 2,5 godina, a Sušcu s 2,5 na godinu i pol. Smanjenje kazne bilo je tempirano. Osuđenici su pušteni nekoliko dana prije 27. rođendana da zbog starosnog ograničenja ne bi izbjegli služenje JNA. Grubišića, obilježenog kaznom zbog hrvatskog nacionalizma i bombaštva, poslali su pod prisilom služiti vojsku u Prokuplju 30-ak kilometara od Niša. Kad je izišao do 1990. godine Grubišić nije dobio putovnicu pod izlikom da je opasan, iako ju je tražio 6 puta.
Šikaniranje se nastavilo i poslije. Grubišić je nakon zatvora nekoliko puta bio priveden. Godine 1989. godine opkolili su mu kuću u Sinju u kojoj je živio s trudnom suprugom. Bio je optužen za postavljanje bombe pod spomenik palim borcima u Hrvacama. Na njegovu sreću, u vrijeme tog događaja koji su mu imputirali bio je u Zagrebu i taj ga je alibi spasio.
Žrtve ovog montiranog procesa 1991. su pisanom izjavom obavijestili Ured predsjednika Franje Tuđmana, upozorivši ga na prijašnje ponašanje u SDS-u njegova podređenog suradnika. Bilo je to u vrijeme afere sa snimkama Martina Špegelja.